# Óscar Sambrano Urdaneta
Óscar Sambrano Urdaneta (Boconó, Estado Trujillo, Venezuela, 6 de febrero de 1929–Caracas, Venezuela, 14 de junio de 2011) fue un escritor, ensayistas y crítico literario venezolano, especializado en la vida y obra de Andrés Bello.

## Vida

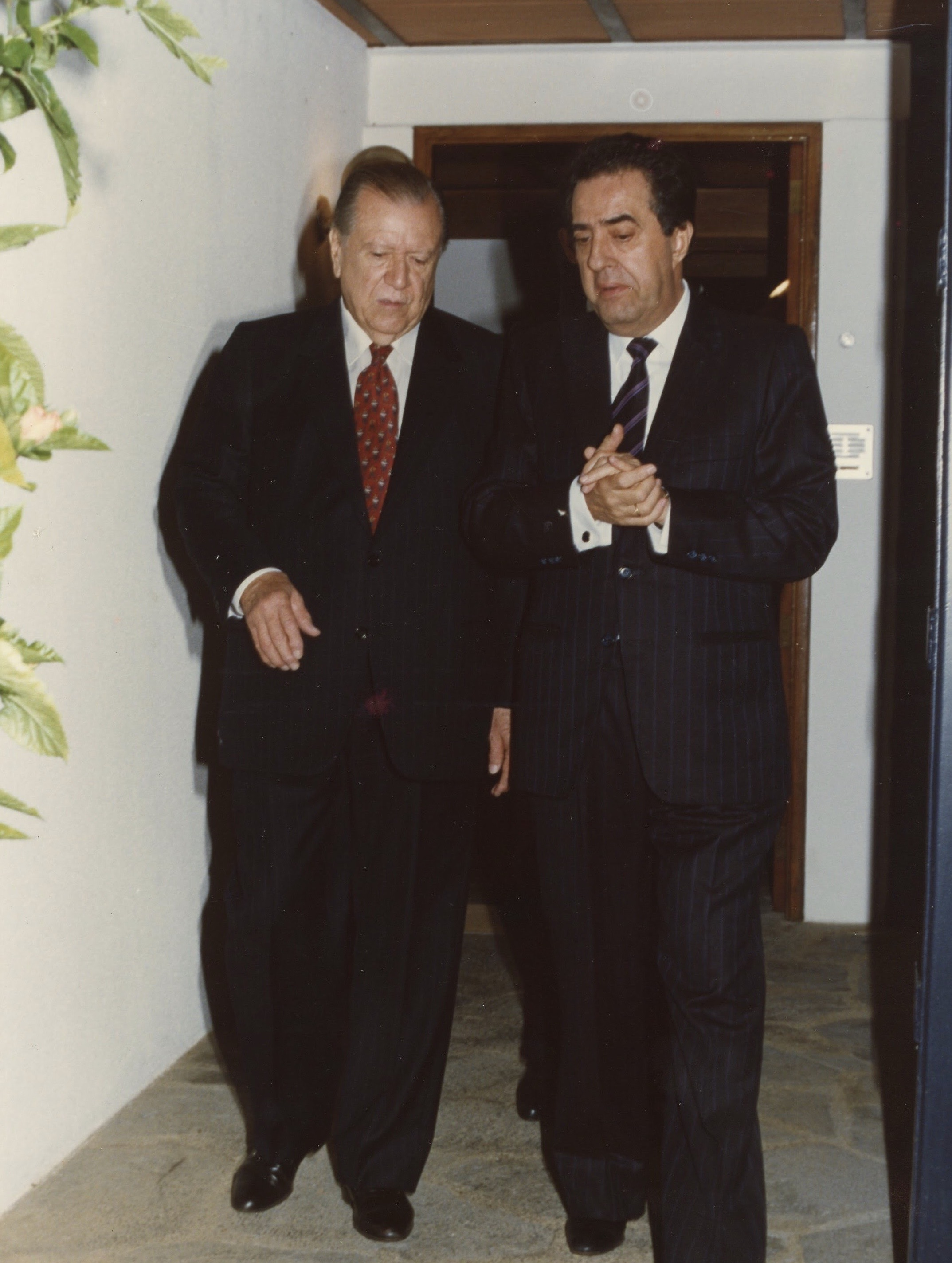
El presidente Rafael Caldera y Óscar Sambrano Urdaneta en 1994.

En 1978, ganó el Premio Municipal de Literatura por su obra Poesía contemporánea de Venezuela. Fue presidente de la Academia Venezolana de la Lengua, y miembro honorario del Instituto Caro y Cuervo, además a fines de la década de 1990 fue presidente del Consejo Nacional de Cultura de Venezuela (CONAC). Su trayectoria fue homenajeada por el programa de TV Valores.

## Obras de su autoría
- Cecilio Acosta, vida y obra
- Apreciación literaria
- "El Llanero", un problema de crítica literaria
- Cronología de Andrés Bello
- El epistolario de Andrés Bello
- El Andrés Bello Universal
- Verdades y mentiras sobre Andrés Bello
- Aproximaciones a Bello
- Poesía contemporánea de Venezuela
- Literatura hispanoamericana (en colaboración con Domingo Miliani)
- Del ser y del quehacer de Julio Garmendia